# غاري بينيت (لاعب كرة قدم بريطاني)
غاري بينيت (بالإنجليزية: Gary Bennett)‏ (13 نوفمبر 1970 في المملكة المتحدة - ) هو لاعب كرة قدم بريطاني في مركز الهجوم. لعب مع كولتشستر يونايتد ونادي برينتفورد وبرينتري تاون ونادي وكينغ ونادي تشيلمسفورد ونادي سودبوري وداغنهام وريدبريدج وWitham Town F.C. ‏ وIpswich Wanderers F.C. ‏ وTiptree United F.C. ‏.